# Славная Бетси
«Славная Бетси» (англ. Glorious Betsy) — американская немая драма 1928 года режиссёра Алана Кросланда. Премьера состоялась в Нью-Йорке 26 апреля 1928 года. Фильм был номинирован на премию «Оскар» за лучший адаптированный сценарий (Энтони Коулдуэй). Киноадаптация одноимённой бродвейской пьесы Риты Джонсон Янг, в которой рассказывается о Жероме Бонапарте, опекуне французской аристократки Бетси, вместе с которой они, спасаясь от Наполеона, отправляются в США.
Единственная копия фильма, без звукового сопровождения, хранится в Библиотеке Конгресса.

## В ролях
- Долорес Костелло — Бетси
- Конрад Найджел — Жером Бонапарт
- Джон Мильян — Престон
- Марк Макдермотт — полковник Паттерсон
- Паскуале Амато — Наполеон
- Михаил Вавич — капитан Сен-Пьер
- Андрес де Сегарола — капитан дю Фрэн
- Пол Панцер — капитан корабля
- Кларисса Сельвинни — тётя Мэри
- Бетти Блайт — принцесса Фредерика